# 인도주의 전쟁
인도주의 전쟁(Humanitarian war)은 최근에 만들어진 신조어이다. 인도주의적 개입의 하나로서 무력공격을 하여 발생하는 전쟁을 말한다. 인도주의 폭격(humanitarian bombing)으로도 부른다.

## 개념
미국의 지정학자 조지 프리드먼은 2011년 4월 5일 민간전략분석기업 스트랫포 웹사이트에 실은 칼럼에서 “종래의 ‘국가이익 추구’ 전쟁과 ‘이념 확산’ 전쟁에 더해, 2차 대전 이후 ‘인도주의 전쟁’이라는 개념이 등장했다”며, 인도주의 전쟁은 분쟁 당사자 중 어느 일방을 견제하거나 지지하는 전투를 수행한다는 점에서 유엔이 지정한 중립적 군대의 평화유지활동(PKO)과는 다르다고 강조했다.

## 코소보 전쟁
코소보 전쟁에서의 1999년 나토의 유고슬라비아 공습을 보통 "인도주의 폭격"이라고 언급하고 있다. 당시 슬로보단 밀로셰비치 유고슬라비아 대통령은 러시아와 친했기 때문에, 러시아는 유엔 안보리에서의 거부권 행사를 예고하였고, 따라서 미국과 나토는 집단적 자위권에 근거하여 유고슬라비아를 공습했다.

## 시리아 내전
시리아는 러시아의 유일한 해외 해군기지가 있는 나라로서, 러시아는 2013년 시리아 내전과 관련, 유엔 안보리의 거부권 행사를 주장하고 있다. 이에 따라, 미국과 유럽은 코소보의 전례에 따라, 유엔 안보리의 무력 공격 승인 결의 없이, 국제법상 집단적 자위권에 근거한 공습을 법리검토하고 있다.

## 같이 보기
- 정의로운 전쟁론
- 인도주의적 개입
- 보호책임